# هابیت: برهوت اسماگ
هابیت: برهوت اسماگ (به انگلیسی: The Hobbit: The Desolation of Smaug) بخش دوم سه‌گانهٔ سینمایی  هابیت است که در ۱۳ دسامبر ۲۰۱۳ اکران شده‌است. تهیه کنندگی، نویسندگی و کارگردانی این اثر توسط پیتر جکسون انجام شده‌است. این فیلم بر اساس کتابی با همین نام اثر جی آر آر تالکین (۱۹۳۷) ساخته شده‌است.
داستان این فیلم در سرزمین میانه و شصت سال قبل از داستان ارباب حلقه‌ها اتفاق می‌افتد. قسمت‌هایی از فیلم نیز از ضمیمهٔ جلد سوم سه‌گانهٔ ارباب حلقه‌ها برداشت شده‌است. داستان این فیلم مربوط به بیلبو بگینز و دوستش گندالف جادوگر و سیزده دورف (کوتوله)، برای گذر از سرزمین میانه و بازپس‌گیری و احیای اره بور از اژدهایی به نام اسماگ است.

## داستان
ثورین اُکِن‌شیلد و همراهانش توسط آزوگ و گروهی از اورک‌ها تحت تعقیب قرار دارند. گندالف آنها را به خانه‌ی بیورن، موجودی با توانایی تغییر شکل به خرس، هدایت می‌کند. در همان شب، آزوگ به فرمان نکرومنسر به دال‌گولدور فراخوانده می‌شود و دستور می‌یابد تا ارتشی برای جنگ آماده کند. او تعقیب ثورین را به پسرش، بولگ، می‌سپارد. پس از هشدار درباره خطرات مرکوود، از جمله ظهور نکرومنسر و تهدید الف‌های جنگل، بیورن آنها را تا مرزهای این جنگل بدرقه می‌کند. در آنجا گندالف نشانه‌هایی از زبان تاریکی بر ویرانه‌ای قدیمی می‌بیند که همراه با پیامی قبلی از گالادریل، او را وادار به ترک گروه و تحقیق درباره مقبره‌های نازگول‌ها می‌کند. پیش از رفتن، به همراهان هشدار می‌دهد که از مسیر اصلی منحرف نشوند.
با ورود به جنگل، آنها مسیر خود را گم می‌کنند و در دام عنکبوت‌های غول‌پیکر می‌افتند. بیلبو با استفاده از حلقه‌ی نامرئی‌کننده، دوستانش را آزاد می‌کند و برای اولین‌بار تأثیرات تاریک حلقه را احساس می‌کند؛ زمانی که حلقه را می‌اندازد و برای بازپس‌گیری آن، به‌طرز بی‌رحمانه‌ای یک عنکبوت جوان را می‌کشد.
سایر عنکبوت‌ها توسط الف‌های جنگلی به رهبری تاوریل و لگولاس کشته می‌شوند. الف‌ها کوتوله‌ها را اسیر کرده و ثورین را به نزد پادشاه‌شان، تراندویل، می‌برند. ثورین در مقابل پادشاه می‌ایستد و او را به‌خاطر بی‌توجهی به مردم اره‌بور در جریان حمله اسماگ، سرزنش می‌کند، و همین موجب زندانی‌شدن او و دیگر کوتوله‌ها می‌شود. بیلبو که از اسارت گریخته، به کمکشان می‌آید و آنها را در بشکه‌های خالی شراب که به پایین‌دست رودخانه فرستاده می‌شوند، فراری می‌دهد. در طول مسیر، الف‌ها و اورک‌های بولگ به آنها حمله می‌کنند و نبردی سه‌جانبه شکل می‌گیرد. در نهایت، کوتوله‌ها موفق به فرار می‌شوند، اما کیلی با تیری مسموم از جنس مورگول مجروح می‌شود.
تراندویل پس از دریافت خبر گردهمایی ارتش تاریکی در جنوب، مرزهای قلمرو خود را می‌بندد، اما تاوریل تصمیم می‌گیرد برای کمک به کوتوله‌ها خارج شود و لگولاس نیز به‌دنبال او می‌رود. هم‌زمان، گندالف و راداگاست با بررسی مقبره‌های نازگول درمی‌یابند که آن‌ها خالی شده‌اند. گندالف به این نتیجه می‌رسد که سائورون بازگشته و در حال تدارک جنگ است.
همراهان ثورین با کمک مردی قایقران به نام بارد، مخفیانه وارد اسگاروت می‌شوند. ثورین در ازای کمک، به حاکم لیک‌تاون وعده‌ی سهمی از گنجینه کوهستان می‌دهد و به همین دلیل با استقبال روبه‌رو شده و تجهیز می‌شوند. کیلی که مجروح شده، به همراه فیلی، اوین و بوفور در خانه‌ی بارد می‌ماند. بیلبو در کوهستان تنها ورودی پنهان را پیدا کرده و وارد می‌شود تا آرکن‌استون را به‌دست آورد. اما ناخواسته اژدها، اسماگ را بیدار می‌کند و اسماگ از نقشه آنها پرده برمی‌دارد.
در لیک‌تاون، بارد که از نوادگان حاکمان دیل است، در فکر حمله احتمالی اژدها، آخرین تیر سیاه اجدادی‌اش را آماده می‌کند اما توسط حاکم شهر دستگیر می‌شود. در همین زمان، بولگ و اورک‌هایش به لیک‌تاون نفوذ کرده و به خانه بارد حمله می‌کنند، ولی تاوریل و لگولاس سر می‌رسند و آنها را شکست می‌دهند، در حالی که بولگ می‌گریزد.
در دال‌گولدور، گندالف پس از فرستادن راداگاست برای هشدار دادن به گالادریل، به‌تنهایی وارد دژ تاریکی می‌شود. او به‌دست نکرومنسر مغلوب و اسیر شده و هویت واقعی نکرومنسر، سائورون، آشکار می‌شود. گندالف در حالی که از درون قفس نظاره‌گر است، می‌بیند که آزوگ و ارتش اورک‌ها از دال‌گولدور به‌سوی کوهستان روانه می‌شوند.
در دل کوه، در تعقیب و گریز طولانی با اسماگ، بیلبو و کوتوله‌ها کوره‌ی عظیم کوه را با شعله‌های اژدها روشن کرده و مجسمه‌ای طلایی را ذوب می‌کنند تا اسماگ را در سیل طلای مذاب دفن کنند. با وجود تلاششان، اسماگ از زیر طلا زنده بیرون می‌آید، از کوه خارج می‌شود و به‌سوی لیک‌تاون پرواز می‌کند تا آن را ویران کند، در حالی‌که بیلبو با درماندگی ناظر این صحنه است.

## بازیگران
- مارتین فریمن در نقش بیلبو بگینز
- ایان مک‌کلن در نقش گندالف
- ریچارد آرمیتاژ در نقش تورین سپر بلوط
- بندیکت کامبربچ در نقش اسماگ و سائورون (صداپیشه)
- اوانجلین لیلی در نقش تاوریل
- لوک ایوانز در نقش بارد
- لی پیس در نقش تراندوئیل
- استیون فرای در نقش ارباب شهر دریاچه
- اورلاندو بلوم در نقش لگولاس
- گراهام مک‌تاویش در نقش دوالین
- کن استات در نقش بالین
- آیدان تورنور در نقش کیلی
- دین اوگورمن در نقش فیلی
- مارک هادلو در نقش دوری
- جد بروفی در نقش نوری
- آدام براون در نقش اوری
- جان کالن در نقش اوین
- پیتر هامبلتون در نقش گلوین
- ویلیام در نقش بیفور
- جیمز نسبیت در نقش بوفور
- استیون هانتر در نقش بومبور
- کیت بلانشت در نقش گالادریل
- میکل پرشبراند در نقش بئورن
- سیلوستر مک‌کوی در نقش راداگاست
- مانو بنت در نقش آزوگ
- لورنس مکور در نقش بولگ
- کریگ هال در نقش گالیون
- رایان گیج در نقش آلفرید
- جان بل در نقش باین
- مارک میتچینسون در نقش براگا
- بنجامین میچل در نقش نارزوگ
- استفن اور در نقش فیمبول
- رابین کر در نقش الروس
- سیمون لندن در نقش فرن
- دالاس بارنت در نقش بیلی فرنی